# Ulrika Babiaková
Ulrika Babiaková (3. duben 1976, Banská Štiavnica – 3. listopad 2002, Piešťany) byla slovenská astronomka, objevitelka planetek.
Astronomii se věnovala již od svých deseti let. V roce 1999 dokončila studium astronomie a astrofyziky na Matematicko-fyzikální fakultě UK v Bratislavě a v roce 2001 studium pedagogiky v oboru fyzika a psychologie na Univerzitě Mateje Bela v Banské Bystrici.
V letech 1998 až 2001 spoluobjevila celkem 14 planetek, přičemž 4 z nich jsou již pojmenovány: (15053) Bochníček, (22185) Štiavnica, (22644) Matejbel a (123647) Tomáško. V roce 2001 jí byla udělena výroční cena města Banská Štiavnica za propagaci a šíření dobrého jména města. Po svém rodišti mj. pojmenovala jednu z objevených planetek.
Jejím manželem byl slovenský astronom Peter Kušnirák. Zemřela náhle v roce 2002 ve věku 26 let. V roce 2010 byl na její počest odhalen památný obelisk u gymnázia v Banské Štiavnici, které navštěvovala.